# Red Bull Arena (New Jersey)
 Der er flere lokaliteter med dette navn, se Red Bull Arena.
Red Bull Arena er et fodboldstadion ved bredden af Passaic River i Harrison, New Jersey. Det er hjemmebane for Major League Soccer-klubben New York Red Bulls. Ejeren er østrigske Red Bull GmbH.

## Historie
Opførelsen begyndte 3. januar 2008 og indviet 20. marts 2010.
Siden åbningen har klubben New York Red Bulls haft hjemmebane på Red Bull Arena, ligesom USA's fodboldlandshold har spillet flere kampe her.